# Major General (Vereinigtes Königreich)

Rangabzeichen des Major General

Der Major General (Maj Gen) ist in den Streitkräften des Vereinigten Königreichs ein Dienstgrad der Generalität. Er stellt einen Generalmajor dar und wird unter dem NATO-Rangcode OF-7 geführt. Gegenwärtig existiert der Rang bei der British Army und den Royal Marines, historisch wurde er in den Jahren 1918 und 1919 auch bei der Royal Air Force verwendet. Er steht hierarchisch über dem Brigadier und unter dem Lieutenant General.

## Kommandofunktion
Bei der British Army kommandieren Major Generals Formationen in Divisionsgröße und fungieren als Kommandant der Royal Military Academy Sandhurst. Der Chaplain General, höchstrangiger Offizier des Royal Army Chaplains' Department trägt ebenfalls den Rang eines Major General. Weiter bekleiden sie gehobene Stabspositionen im Verteidigungsministerium des Vereinigten Königreichs und anderen Stäben.
Bei den Royal Marines wird seit Mitte der 1990er Jahre der Posten des Commandant General, des Befehlshabers der Royal Marines von einem Major General bekleidet, der auf dieser Position direkt dem First Sea Lord der Royal Navy unterstellt ist.
Die Ranginsignien des Major General bestehen aus einem gekreuzten Schwert und Stab, über dem sich der Stern des Order of the Bath befindet.
Bei der Royal Air Force existierte der Rang des Major General von deren offizieller Aufstellung am 1. April 1918 bis zum 31. Juli 1919, bevor er durch den gleichwertigen Rang eines Air Vice-Marshal ersetzt wurde.
Seine Ranginsignien leiteten sich von denen des ebenfalls gleichwertigen Rear Admiral ab und bestanden aus je einem hervorgehobenen, übereinanderstehenden breiten und schmalen goldenen Streifen über denen sich die britische Königskrone und der Wappenadler der Royal Air Force befanden.